# Seznam japonských císařů

Císařská pečeť Japonska

Toto je kompletní seznam japonských císařů, kteří vládli od roku 660 př. n. l. Seznam zahrnuje také císaře, jejichž vláda je na pomezí legend a skutečnosti. Seznam je rozdělen na jednotlivá období, která přibližně odpovídají panovnickým dynastiím.
Současná panovnická dynastie Jamato je s dobou vlády nejméně 2000 let nejstarším vládnoucím rodem na světě.

## Období Jajoi
- Džimmu (660 př. n. l.–585 př. n. l.)
- Suizei (581 př. n. l.–549 př. n. l.)
- Annei (549 př. n. l.–511 př. n. l.)
- Itoku (510 př. n. l.–476 př. n. l.)
- Kóšó (475 př. n. l.–393 př. n. l.)
- Kóan (392 př. n. l.–291 př. n. l.)
- Kórei (290 př. n. l.–215 př. n. l.)
- Kógen (214 př. n. l.–158 př. n. l.)
- Kaika (157 př. n. l.–98 př. n. l.)
- Sudžin (97 př. n. l.–30 př. n. l.)
- Suinin (29 př. n. l.–70)
- Keikó (71–130)
- Seimu (131–191)
- Čúai (192–200)
- 201–209 – bezvládí
- regentka Džingu Kógó (209–269)
- Ódžin (270–310) (první historicky doložený císař Japonska)
- Nintoku (313–399)

## Období Jamato
- Ričú (400–405)
- Hanzei (406–410)
- Ingjó (411–453)
- Ankó (453–456)
- Júrjaku (456–479)
- Seinei (480–484)
- Kenzó (485–487)
- Ninken (488–498)
- Burecu (498–506)
- Keitai (507–531)
- Ankan (531–536)
- Senka (536–539)

## Období Asuka
- Kinmei (539–571)
- Bidacu (572–585)
- Jómei (585–587)
- Sušun (587–592)
- Suiko (593–628) (první císařovna)
- Džomei (629–641)
- Kógjoku (642–645)
- Kótoku (645–654)
- Saimei (655–661)
- Tendži (661–672)
- Kóbun (672)
- Temmu (672–686)
- Džitó (686–697)
- Mommu (697–707)
- Gemmei (707–715)

## Období Nara
- Genšó (715–724)
- Šómu (724–749)
- Kóken (749–758)
- Džunnin (758–764)
- Šótoku (764–770)
- Kónin (770–781)

## Období Heian
- Kammu (781–806)
- Heizei (806–809)
- Saga (809–823)
- Džunna (823–833)
- Ninmjó (833–850)
- Montoku (850–858)
- Seiwa (858–876)
- Józei (876–884)
- Kókó (884–887)
- Uda (887–897)
- Daigo (897–930)
- Suzaku (930–946)
- Murakami (946–967)
- Reizei (967–969)
- En'jú (969–984)
- Kazan (984–986)
- Ičidžó (986–1011)
- Sandžó (1011–1016)
- Go-Ičidžó (1016–1036)
- Go-Suzaku (1036–1045)
- Go-Reizei (1045–1068)
- Go-Sandžó (1068–1073)
- Širakawa (1073–1087)
- Horikawa (1087–1107)
- Toba (1107–1123)
- Sutoku (1123–1142)
- Konoe (1142–1155)
- Go-Širakawa (1155–1158)
- Nidžó (1158–1165)
- Rokudžó (1165–1168)
- Takakura (1168–1180)
- Antoku (1180–1185)
- Go-Toba (1183–1198)

## Období Kamakura
- Cučimikado (1198–1210)
- Džuntoku (1210–1221)
- Čúkjó (1221)
- Go-Horikawa (1221–1232)
- Šidžó (1232–1242)

| #   | Obrázek | Jméno                   | Posmrtné jméno       | Vláda     | Životní data | Poznámky |
| --- | ------- | ----------------------- | -------------------- | --------- | ------------ | -------- |
| 88. |         | Kunuhito 邦仁親王       | Go-Saga              | 1242–1246 | 1220–1272    |          |
| 89. |         | Hisahito 久仁           | Go-Fukakusa          | 1246–1260 | 1243–1304    |          |
| 90. |         | Cunehito 恒仁親王       | Kamejama 亀山天皇    | 1259–1274 | 1249–1305    |          |
| 91. |         | Johito 世仁親王         | Go-Uda 後宇多天皇    | 1274–1287 | 1267–1324    |          |
| 92. |         | Hirohito 熈仁親王       | Fušimi 後深草天皇    | 1298–1301 | 1288–1336    |          |
| 93. |         | Tanehito-šinnó 胤仁親王 | Go-Fušimi 後伏見天皇 | 1298–1301 | 1288–1336    |          |
| 94. |         | Kuniharu-šinnó 邦治親王 | Go-Nidžó 後二条天皇  | 1301–1308 | 1285–1308    |          |
| 95. |         | Tomihito-šinnó 富仁親王 | Hanazono 花園天皇    | 1308–1318 | 1297–1348    |          |
| 96. |         | Takaharu-šinnó 尊治親王 | Go-Daigo 後醍醐天皇  | 1318–1339 | 1288–1339    |          |

## Severní dvůr
- Kógon (1331–1333)
- Kómjó (1336–1348)
- Sukó (1348–1351)
- 1351–1352 bezvládí
- Go-Kógon (1352–1371)
- Go-En'jú (1371–1382)
- Go-Komacu (1382–1392)

## Období Muromači
| #    | Obrázek | Jméno                   | Posmrtné jméno             | Vláda     | Životní data | Poznámky |
| ---- | ------- | ----------------------- | -------------------------- | --------- | ------------ | -------- |
| 97.  |         | Norijoši 義良           | Go-Murakami 後村上天皇     | 1339–1368 | 1328–1368    |          |
| 98.  |         | Jutanari 寛成親王       | Čókei 長慶天皇             | 1368–1383 | 1343–1394    |          |
| 99.  |         | Hironari 熙成           | Go-Kamejama 後亀山天皇     | 1383–1392 | 1347–1424    |          |
| 100. |         | Motohito-šinnó 幹仁親王 | Go-Komacu 後小松天皇       | 1382–1412 | 1377–1433    |          |
| 101. |         | Mihito 実仁             | Šókó 称光天皇              | 1412–1428 | 1401–1428    |          |
| 102. |         | Hikohito 彦仁親王       | Go-Hanazono 後花園天皇     | 1428–1464 | 1418–1471    |          |
| 103. |         | Fusahito 成仁親王       | Go-Cučimikado 後土御門天皇 | 1464–1500 | 1442–1500    |          |
| 104. |         | Kacuhito 勝仁           | Go-Kašiwabara 後柏原天皇   | 1500–1526 | 1464–1526    |          |
| 105. |         | Tomohito 政仁           | Go-Nara 後奈良天皇         | 1526–1557 | 1495–1557    |          |
| 106. |         | Mičihito 方仁           | Ógimači 正親町天皇         | 1557–1586 | 1517–1593    |          |
| 107. |         | Katahito 周仁           | Go-Józei 後陽成天皇        | 1586–1611 | 1571–1617    |          |

## Období Edo
| #    | Obrázek | Jméno                  | Posmrtné jméno           | Vláda     | Životní data | Rodiče                    | Poznámky |
| ---- | ------- | ---------------------- | ------------------------ | --------- | ------------ | ------------------------- | -------- |
| 108. |         | Kotohito 政仁          | Go-Mizunó 後水尾天皇     | 1611–1629 | 1596–1680    | Go-Józei Sakiko Konoe     |          |
| 109. |         | Okiko 興子             | Meišó 明正天皇           | 1629–1643 | 1624–1696    | Go-Mizunó Masako Tokugawa |          |
| 110. |         | Cuguhito 紹仁          | Go-Kómjó 後光明天皇      | 1643–1654 | 1633–1654    | Go-Mizunó                 |          |
| 111. |         | Nagahito 良仁          | Go-Sai 後西天皇          | 1655–1663 | 1638–1685    | Go-Mizunó                 |          |
| 112. |         | Satohito 識仁          | Reigen 霊元天皇          | 1663–1687 | 1654–1732    | Go-Mizunó                 |          |
| 113. |         | Asahito 朝仁           | Higašijama 東山天皇      | 1687–1709 | 1675–1710    | Reigen                    |          |
| 114. |         | Jasuhito 慶仁          | Nakamikado 中御門天皇    | 1709–1735 | 1702–1737    | Higašijama                |          |
| 115. |         | Teruhito 昭仁          | Sakuramači 桜町天皇      | 1735–1747 | 1720–1750    | Nakamikado                |          |
| 116. |         | Tóhito 遐仁            | Momozono 桃園天皇        | 1747–1762 | 1741–1762    | Sakuramači                |          |
| 117. |         | Tošiko 智子            | Go-Sakuramači 後桜町天皇 | 1762–1771 | 1740–1813    | Sakuramači                |          |
| 118. |         | Hideto 英仁            | Go-Momozono 後桃園天皇   | 1771–1779 | 1758–1779    | Momozono                  |          |
| 119. |         | Morohito 師仁          | Kókaku 光格天皇          | 1780–1817 | 1771–1840    | Kan'in-no-mija            |          |
| 120. |         | Ajahito-šinnó 恵仁親王 | Ninkó 仁孝天皇           | 1817–1846 | 1800–1846    | Kótaku                    |          |
| 121. |         | Osahito 統仁           | Kómei 孝明天皇           | 1846–1867 | 1831–1867    | Ninkó                     |          |

## Moderní Japonsko
| #    | Obrázek | Jméno         | Posmrtné jméno  | Vláda                   | Životní data           | Rodiče                | Poznámky                                                         |
| ---- | ------- | ------------- | --------------- | ----------------------- | ---------------------- | --------------------- | ---------------------------------------------------------------- |
| 122. |         | Mucuhito 睦仁 | Meidži 明治天皇 | 1868–1912 Období Meidži | 1852–1912              | Koméi Nakajama Jošiko | první císař v konstituční monarchii Restaurace Meidži (明治維新) |
| 123. |         | Jošihito 嘉仁 | Taišó 大正天皇  | 1912–1926 Období Taišó  | 1879–1926              | Meidži Šóken          |                                                                  |
| 124. |         | Hirohito 裕仁 | Šówa 昭和天皇   | 1926–1989 Období Šówa   | 1901–1989              | Taišó Temei           | nejdéle vládnoucí císař                                          |
| 125. |         | Akihito 明仁  | –               | 1989–2019 Období Heisei | nar. 23. prosince 1933 | Šówa Kódžun           | abdikoval                                                        |
| 126. |         | Naruhito 徳仁 | –               | 2019–                   | nar. 23. února 1960    | Akihito Mičiko        |                                                                  |